# بروتين الريبوسوم L23a
بروتين الريبوسوم L23a (بالإنجليزية: Ribosomal Protein L23a)‏ (RPL23a) هوَ بروتين يُشَفر بواسطة جين RPL23A في الإنسان. الريبوسومات هي العضيات التي تحفز تخليق البروتين، تتكون من وحدة فرعية صغيرة 40S ووحدة فرعية كبيرة 60S. تتكون هذه الوحدات الفرعية معًا من 4 أنواع من رنا RNA وحوالي 80 بروتينًا مميزًا من الناحية الهيكلية. ويعد أحد مكونات الوحدة الكبرى 60S للريبوسوم والذي يلعب دورًا مهمًا في الترجمة في عملية الاصطناع الحيوي للبروتين (التي تشكل جزءا من عملية التعبير الجيني).

## الأهمية السريرية
وجد أن تعبير هذا الجين مرتفع في سرطان البروستاتا، سرطانة الخلية الكبدية وسرطان الخلايا الصبغية. كما تبين أنه يتسبب في استجابة من جهاز المناعة في مرضى التهاب المفاصل الروماتويدي، حيث يتفاعل مع الخلايا التائية ويتم إنتاج أجسام مضادة ذاتية مما يؤدي إلى التهاب في المفاصل والأنسجة المحيطة بها.

## روابط خارجية
- بروتين الريبوسوم L23a في نظام فهرسة المواضيع الطبية (MeSH) للمكتبة الوطنية الأمريكية للطب.
- نظرة شاملة على جميع المعلومات الهيكلية المتاحة في بنك بيانات البروتينات (PDB) لـقاعدة البيانات يونيبروت (UniProt): P62750 (بروتين الريبوسوم L23a) في بنك بيانات البروتين في أوروبا (PDBe-KB).